# Стандер
«Стандер» (англ. Stander) — биографический фильм 2003 года о Андре Стандере, капитане южноафриканской полиции, грабителе банков. Главную роль исполнил Томас Джейн, который изначально отказался от роли. Создателям фильма удалось поговорить с Алланом Хейлом, одним из сообщников Андре Стандера, который всё ещё находился в тюрьме, а также с Кором ван Девентером, напарником Стандера и со смотрителем тюрьмы, где отбывал срок Андре.

## Сюжет
Андре Стандер — офицер южноафриканской полиции, новоиспечённый молодожён с репутацией самого талантливого молодого капитана. Его с другими офицерами направляют в Тембизу на разгон одного из бунтов Восстания в Соуэто. В начавшемся хаосе Стандер случайно убивает молодого безоружного демонстранта, что глубоко влияет на него и заставляет разочароваться в системе апартеида. Однажды в обеденный перерыв Андре спонтанно грабит банк, что доставляет ему истинное наслаждение и, после чего, он решает встать на тропинку грабежей, один из которых он даже сам и расследует. Возглавляет команду по поимки грабителя напарник Стандера, Кор ван Девентер. В конце концов, ему удаются разоблачить Андре и поймать его на месте преступления. Стандера лишают должности и приговаривают к 32 годам лишения свободы.
Находясь в тюрьме Стандер знакомится с Ли МакКоллом и Алланом Хейлом. Трио строит грандиозные планы, что они будут делать, когда сбегут из тюрьмы. Через год или около того Стандер и МакКолл во время игры в регби, создают видимость серьёзных травм, после чего доставлены в лазарет, откуда совершают побег, разоружив охрану. Вскоре после побега они помогают бежать и Хейлу, придумывают себе новые вымышленные имена, грабят несколько банков, покупают дорогостоящий особняк и угоняют жёлтый Porsche 911 Targa.
Чем дольше продолжались ограбления, тем выше становился риск поимки так называемой «Банды Стандера». Так, при попытке ограбить оружейный магазин, МакКолл ранил женщину, позже он же рассыпал деньги из сумки на выходе из банка, а затем безосновательно устроил стрельбу в другом банке, что привело к полицейской погоне с перестрелкой. Решив, что было бы лучше залечь на дно, Стандер планирует ограбление пункта обмены валюты в аэропорту и дальнейший отъезд из ЮАР. За несколько часов до ограбления он возвращается в Тембизу, чтобы раскаяться перед отцом убитого им демонстранта, узнав правду, мужчина избивает Андре своей тростью. После того как Стандер не является во время на спланированное ограбление, МакКолл решает, что он их «кинул» и провернул дело один, но затем они видят в новостях, что в аэропорту их ждало большое количество полицейских. На что Хейл говорит: «Даже когда он не прав, он прав!».
В 1984 году банда начинает планировать стратегию побега: Стандер собирается уехать в США в Форт-Лодердейл, штат Флорида и купить там яхту, Хейл хочет поехать в Грецию, а планы МакКолла обрываются, когда отряд полиции окружает их особняк. В этот момент Стандер и Хейл проезжают мимо и наблюдают эту ситуацию со стороны, Аллан рассказывает Андре историю о его отношениях с чёрной женщиной, она забеременела (не от Хейла) и они жили вместе, когда полицейские увидели это, они избили её, и у неё случился выкидыш. Хейл благодарит Стандера за всё, что он сделал, чтобы помочь ему и МакКоллу отомстить системе. Тем временем, на явочной квартире МакКолл пытается сбежать, но понимая, что нет никакого выхода, он открывает стрельбу по полиции из двух пистолетов, Андре и Аллан проезжают мимо дома как раз в то время, когда полиция убивает Ли. Когда они уезжают с места событий Стандер и ван Девентер встречаются взглядами. После погони Porsche сильно повреждён, и преступники угоняют другую машину. Стандер едет в аэропорт где его останавливает полиция, на что он показывает паспорт человека похожего на него, которого неоднократно путали с Андре, что не раз показывали по телевидению. Ван Девентер бросается в аэропорт, но останавливается, когда узнаёт, что это была ложная тревога.
Прибыв в Форт-Лодердейл, Стандер не может оставаться неактивным долгое время, в итоге, он провоцирует драку и в состоянии агрессии проезжает на красный свет светофора перед полицией. После короткой погони, Стандер выходит из автомобиля и сначала начинает выполнять приказы офицера, но потом обезоруживает одного из полицейских, на что другой производит в него несколько выстрелов.

## В ролях
- Томас Джейн — Андре Стандер
- Дебора Кара Ангер — Бэкки Стандер
- Эшли Тэйлор — Кор ван Девентер
- Дэвид О’Хара — Аллан Хейл
- Декстер Флетчер — Ли МакКолл
- Мариус Уэйерс — Генерал Стандер, отец Андре

## Отзывы
«Стандер» получил в основном положительные отзывы от критиков. Журнал о кино «Empire» дал ему четыре звезды из пяти. Нев Пирс из ВВС также дал фильму четыре звезды. На сайте «Rotten Tomatoes» картина получила 72 % свежести.

## Награды и номинации
Фильм был номинирован на премию Джини за лучшую режиссуру.